# Sorex isodon
Sorex isodon (Мідиця рівнозуба) — вид роду мідиця. 

## Опис
Завдовжки близько 67 мм, з хвостом близько 43 міліметрів. Дуже схожа на Sorex unguiculatus

## Поширення
Країни поширення: Білорусь, Фінляндія, Казахстан; Північна Корея, Монголія, Норвегія, Росія, Швеція. Населяє ліс, тайгу, річкові долини і лісостеп. Зрідка зустрічається в степових горах і прибережних зонах. Харчується в основному безхребетними, особливо дощовими хробаками і личинками двокрилих, рослинний матеріал споживається дуже рідко.

## Загрози та охорона
Включений до Додатка III Бернської конвенції і живе в багатьох природоохоронних територіях. 